# Sambuca di Sicilia
Sambuca di Sicilia är en ort och kommun i kommunala konsortiet Agrigento, innan 2015 provinsen Agrigento, i regionen Sicilien i sydvästra Italien. Kommunen hade 5 834 invånare (2017).